# La cama
La cama es una película de comedia en coproducción argentino-mexicana de 1968, producida y dirigida por Emilio Gómez Muriel sobre el guion de Alfredo Ruanova y protagonizada por Jorge Barreiro, Zulma Faiad, Marcela López Rey y Rosángela Balbó.

## Sinopsis
Una mujer se escapa de su casa el mismo día de su boda y un Don Juan trata de probarle a otra mujer que su marido la engaña.

## Reparto
- Jorge Barreiro …Ramiro Ramos
- Zulma Faiad … Lucy Montes
- Marcela López Rey
- Rosángela Balbo …Mucama
- Pochi Grey
- Amparito Castro
- Vicente Rubino
- Nancy Lopresti
- Güendolina
- María Dolores Pardo
- Sonia Grey
- Rodolfo Crespi
- Jorge Brisco
- Lalo Malcolm
- Los Mokers
- Mauricio Garcés …Charlie
- Isela Vega
- Lupita Ferrer
- Elvia Andreoli

## Comentarios
La revista Gente opinó:

”Comedia lamentable…lo único positivo es la belleza de las actrices, pero en esto el director no tiene nada que ver.”

Clarín opinó:

”Pasatiempo lujoso y picaresco…a la manera de tantas comedias musicales que siguieron el camino de La cigarra no es un bicho.”

La Nación dijo:

”Comicidad muy vulgar…intenta ser una especie de vodevil erótico.”